# Vryheid
Vryheid è un centro abitato del Sudafrica, situato nella provincia di KwaZulu-Natal.